# Radrennbahn Heidenau

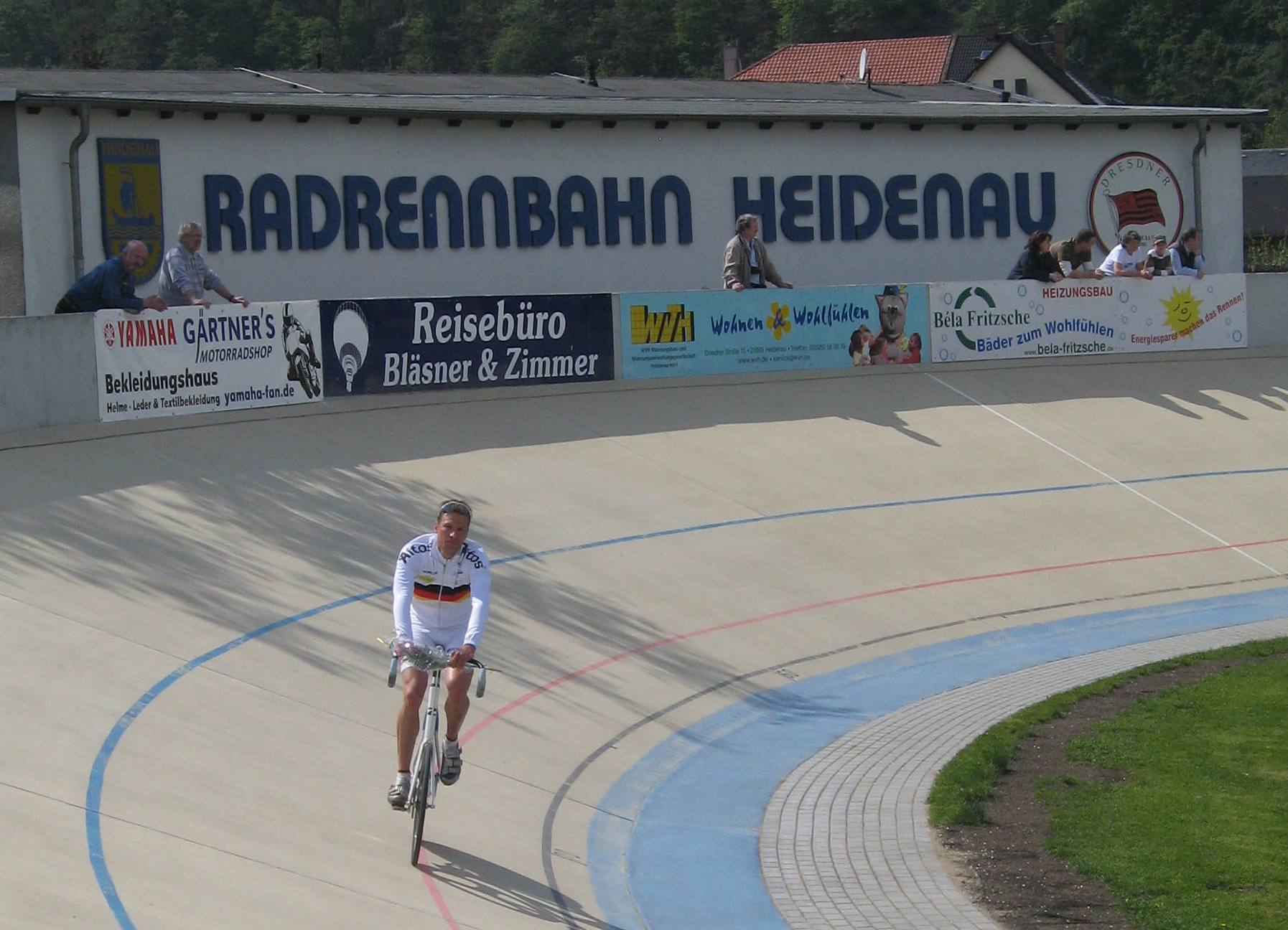
Radrennbahn Heidenau

Die Radrennbahn Heidenau befindet sich in der sächsischen Stadt Heidenau bei Dresden auf dem Gelände des „Sportforums“.
Die heutige Radrennbahn ist 250 Meter lang, aus Beton und offen. Sie wurde 2005 eingeweiht.
Die erste Radrennbahn in Heidenau wurde 1927 eröffnet; der Arbeiter-Radfahrerbund Solidarität hatte den Bau finanziert. Von 1927 bis 1933 fanden dort zahlreiche nationale und internationale Bahn-Rennen statt. Anfang der 1930er Jahre wurde der Beton brüchig; die notwendigen Arbeiten ließ der Dresdner Verein Excelsior vornehmen, der die Bahn inzwischen gepachtet hatte. Im Zweiten Weltkrieg wurde sie schwer beschädigt.
Die wiederhergestellte Radrennbahn wurde 1951 zusammen mit dem benachbarten Stadion unter dem Namen Max Leupold-Stadion wieder in Betrieb genommen. Bis 1956 wurden zahlreiche hochkarätige Rennen durchgeführt. Aus dieser Zeit stammen fast alle noch heute gültigen Bahnrekorde wie auch der Zuschauerrekord der Nachkriegszeit am 10. Juni 1952 mit 12.800 Besuchern. Die Bahn wurde 1956 wegen ihres schlechten Zustandes gesperrt und bis 1960 erneuert, 1967 und 1972 folgten erneute umfangreiche Renovierungsarbeiten. Zudem wurden 1972 eine Rollschuhbahn im Innenraum angelegt und 1980 ein Funktionsgebäude errichtet.
In den folgenden Jahren verschlechterte sich der Zustand der Radrennbahn kontinuierlich, da sich Betonplatten anhoben und Risse bildeten. Der Dresdner SC übernahm 1990 die Pflege der Bahn und führte zahlreiche Veranstaltungen durch. Der Verein Radsportzentrum Heidenau schloss sich 1997 dem Sport- und Spielverein Heidenau (SSV Heidenau) an, der eine weitere Sanierung plante. Durch das Elbhochwasser 2002 lief die Bahn komplett mit Wasser voll und musste anschließend abgerissen werden. Ab Ende 2002 wurde sie für 800.000 Euro neu angelegt und erhielt dabei einen Spezialbelag.
Einige bekannte Bahnradsportler begannen ihre Karriere auf der Bahn in Heidenau. Unter ihnen sind der mehrfache Olympiasieger Jens Fiedler, der die sanierte Radrennbahn am 8. Mai 2005 einweihte und bei dieser Gelegenheit die Ehrenbürgerwürde Heidenaus erhielt, sowie der Weltmeister Carsten Bergemann, der jetzt auf der Radrennbahn als Trainer tätig ist und sich für Behindertensportler engagiert. Mehrfach jährlich werden heute u. a. Steher- und Dernyrennen in Heidenau durchgeführt.